# Tom Love
Tom Love é um cientista da computação conhecido principalmente por ter participado na criação da linguagem de programação Objective-C. Em 1983, fundou a empresa StepStone.
Tom Love possui um Doutorado em Ciência Cognitiva (1977), pela Universidade de Washington, e graduou-se pela Universidade do Alabama, em Psicologia e Matemática (1970). 